# Началниците
Началниците е зла кеч формация в WWE, която беше създадена, когато Трите Хикса помогна на Ренди Ортън да спечели Титлата на WWE Championship от Даниъл Брайън през 2013 на pay-per-view турнира Лятно тръшване.
Формацията беше водена от оперативните фдиректори на компанията Трите Хикса и Стефани Макмеън, много други са били част от групата, но най-познат е Сет Ролинс като „Човекът“ докато не претърпя контузия на коляното през ноември 2015, Кейн като „Директора на операциите“ до октомври 2015 и Ренди Ортън като посочения шампион на Началниците и „Лицето на Федерацията“ до ноември 2014. Щит по-рано действали като основните поддръжници на Началниците да предлагат защита или извършват нападения до март 2014.
Името „Началниците“ беше представено през октомври 2013. Началниците споделят прилики с Корпорацията и Ерата Макмеън-Хелмсли, и също имат връзки с предишните групировки на Трите Хикса Дегенерация Х и Еволюция.

## Членове

### Настоящи членове
| Име             | Период           | Пояснение                         |
| --------------- | ---------------- | --------------------------------- |
| Трите Хикса     | 18 август 2013 – | Главен оперативен директор на WWE |
| Стефани Макмеън | 19 август 2013 – | Главен маркетинг директор на WWE  |

### Бивши членове
| Име           | Период                                                         | Пояснение |
| ------------- | -------------------------------------------------------------- | --- |
| Ренди Ортън   | 18 август 2013 – 3 ноември 2014 23 февруари 2015 – 9 март 2015 | Присъединил се след като използва Договорът в куфарчето на Лятно тръшване с помощта на Трите Хикса Премахнат от групата след като обърна гръб на Сет Ролинс. Присъединил се отново като уловка за да атакува Ролинс като отмъщение заради неговите ранни атаки срещу Ортън. Също така беше избран от Началниците като Лицето на Федерацията. |
| Дийн Амброус  | 19 август 2013 – 17 март 2014                                  | Присъединил се като член на Щит Премахнат след като обърна гръб на Началниците |
| Роуман Рейнс  | 19 август 2013 – 17 март 2014                                  | Присъединил се като член на Щит Премахнат след като обърна гръб на Началниците |
| Сет Ролинс    | 19 август 2013 – 17 март 2014 2 юни 2014 – 5 ноември 2015      | Присъединил се като член на Щит Премахнат след като обърна гръб на Началниците. Присъединил се отново когато обърна гръб на Шит Извън ринга, след като получи разкъсан Предна кръстна връзка, междинна кръстна връзка и междинния менискус на живо събитие, принуждавайки го да освободи Световната титла в тежка категория на федерацията   |
| Кейн          | 28 октомври 2013 – 25 октомври 2015                            | Присъединил се като Директора на операциите на Началниците Уволнен от поста на Директор когато загуби от Ролинс на Ад в клетка |
| Били Гън      | 13 януари 2014 – 6 април 2014                                  | Присъединил се като член на Разбойниците на Новата епоха Напусна когато той, Роуд Дог и Кейн пяха победени на КечМания 30 |
| Роуд Дог      | 13 януари 2014 – 6 април 2014                                  | Присъединил се като член на Разбойниците на Новата епоха Напусна когато той, Били Гън и Кейн пяха победени на КечМания 30 |
| Батиста       | 7 април 2014 – 2 юни 2014                                      | Присъединил се като член на Еволюция Напусна групата и WWE след като Трите Хикса не му даде шанс за Световната титла в тежка категория на федерацията срещу Даниъл Брайън |
| Джоуи Мъркюри | 19 септември 2014 – 6 юли 2015                                 | Присъединил се като член на Охраната Джей и Джей Напусна след като беше „наранен“ от Брок Леснар |
| Джейми Ноубъл | 19 септември 2014 – 6 юли 2015                                 | Присъединил се като член на Охраната Джей и Джей Напусна след като беше „наранен“ от Брок Леснар |
| Грамадата     | 23 ноември 2014 – 26 април 2015                                | Присъединил се след като предаде Отбор Сина на Сървайвър Напуснал след загубата от Роуман Рейнс на Екстремни правила |
| Г-н Макмеън   | 14 декември 2015 – 4 април 2016                                | Председателя на WWE и Главен оперативен директор на WWE. Той напусна след като даде на Шейн Макмеън контрол над Първична сила. |

## В кеча
- Трите Хикса
  - Педигри[10] (Double underhook facebuster)
- Стефани Макмеън
  - Педигри (Double underhook facebuster) – усвоен от Трите Хикса
- Входни песни
  - "King of Kings" на Motörhead (18 август 2013–23 ноември 2014; 29 декември 2014 – )

## Шампионски титли и отличия
- Pro Wrestling Illustrated
  - Вражда на годината (2013)[11] – Началниците (срещу Даниъл Брайън)
  - Вражда на годината (2014) – Сет Ролинс (срещу Дийн Амброус)
  - Най-мразен кечист на годината (2013)[12] – Началниците
  - Най-мразен кечист на годината (2014)[13] – Трите Хикса и Стефани Макмеън
  - Най-разен кечист на годината (2015) – Сет Ролинс
  - Кечист а годината (2015) – Сет Ролинс
  - Отбор на годината (2013)[14] – Щит (Сет Ролинс и Роуман Рейнс)
  - PWI класира Сет Ролинс като № 1 от топ 500 индивидуални кечисти в PWI 500 през 2015.[15]
- WWE
  - Световен шампион в тежка категория (1 път) – Ренди Ортън
  - Отборни шампиони на WWE (2 пъти) – Щит (Сет Ролинс и Роуман Рейнс), Разбойниците на Новата епоха (Роуд Дог и Били Гън)
  - Шампион на Съединените щати на WWE (2 пъти) – Дийн Амброус (1), Сет Ролинс (1)
  - Световен шампион в тежка категория на федерацията1 (4 пъти) – Ренди Ортън (2), Сет Ролинс (1), Трите Хикса (1)
  - Трофей в памет на Андре Гиганта (2015) – Грамадата
  - Договорът в куфарчето (2014) – Сет Ролинс
  - Кралско меле (2016) – Трите Хикса
  - Награди Слами (9 път)
    - Пробивна звезда на годината (2013) – Щит (Дийн Амброус, Сет Ролинс и Роуман Рейнс)
    - Формация на годината (2013) – Щит
    - Обиждане на годината (2013) – Стефани Макмеън за обиждането на Грамадата
    - Популярен Хаштаг на годината (2013) – Щит за #BelieveInTheShield (#ПовярвайВЩит)
    - „Маневра“ на годината (2013) – Роуман Рейнс и копието
    - Мач на годината (2014) – Отбор Сина срещу Отбор Началници Сървайвър
    - Вражда на годината (2014) срещу Даниъл Брайън
    - Съдействие от публика (2014) – Сет Ролинс за „Продажник“
    - Суперзвезда на годианта (2015) – Сет Ролинс

  - Награда за Наследство от отличници на Винс Дж. Макмеън (2016) – Стефани Макмеън
- Wrestling Observer Newsletter
  - Най-добър сценарист (2015) – Трите Хикса (с Райън Уорд)[16]
  - Най-доказан (2013) – Роуман Рейнс[17]
  - Най-надценен (2013) – Ренди Ортън[17]
  - Най-надценен (2014) – Кейн[18]
  - Отбор на годината (2013) – Щит (Сет Ролинс и Роуман Рейнс)[17]
  - Най-лоша вражда на годината (2013) – срещу Грамадата[17]

1 ↑ Първия път като шампион на Ортън беше, когато титлата беше още позната като Титла на WWE.